# José Vicente Asuar
José Vicente Asuar (20. července 1933 Santiago de Chile – 11. ledna 2017) byl chilský hudební skladatel, jeden z průkopníků elektroakustické hudby v Chile.

## Život
Asuar studoval na konzervatoři v Santiagu, na katolické univerzitě a v Berlíně u Borise Blachera a Josefa Rufera. V roce 1962 se stal profesorem akustiky na santiagské univerzitě. V roce 1965 založil v Caracasu studio pro elektronickou hudbu.

## Dílo
- Variaciones Espectrales, 1958
- Estudio aleatorio, 1962
- Preludio "La noche", 1962
- Serenata para mi voz y sonidos sinusoidales, 1962
- 3 Ambientes sonoros para musica electronica: Catedral, Divertimento, Caleidoscopio, 1967
- La noche II, 1967
- Guararia repano, 1968
- Affaire des oiseaux, 1976
- Amanecer, 1978
- In the garden, 1985
- Sonata, 1985